# Зимові Олімпійські ігри 2010
Зимові Олімпійські ігри 2010, офіційна назва — XXI зимові Олімпійські ігри — міжнародні спортивні змагання, що проходили з 12 по 28 лютого в канадському місті Ванкувері (провінція Британська Колумбія) та в прилеглому гірськолижному курорті Вістлері. Офіційним організатором Олімпійських і Паралімпійських ігор був Олімпійський та Паралімпійський організаційний комітет Ванкувера (англ. Vancouver Organizing Committee, VANOC).
Це треті олімпійські ігри, які прийняла Канада — і перші в провінції Британська Колумбія. Канада приймала літні Олімпійські ігри в 1976 році в Монреалі, (провінція Квебек) і зимові Олімпійські ігри 1988 року в Калгарі (провінція Альберта). Також зимові Олімпійські ігри 2010 стали першими іграми на стадіонах НХЛ, оскільки починаючи з зимових Олімпійських ігор в Наґано гравцям НХЛ дозволено брати у них участь.
Ванкувер став найбільшим і найтеплішим містом, де відбувалися зимові Олімпіади. Середньомісячна температура у лютому дорівнює 4,8 °C.

## Історія

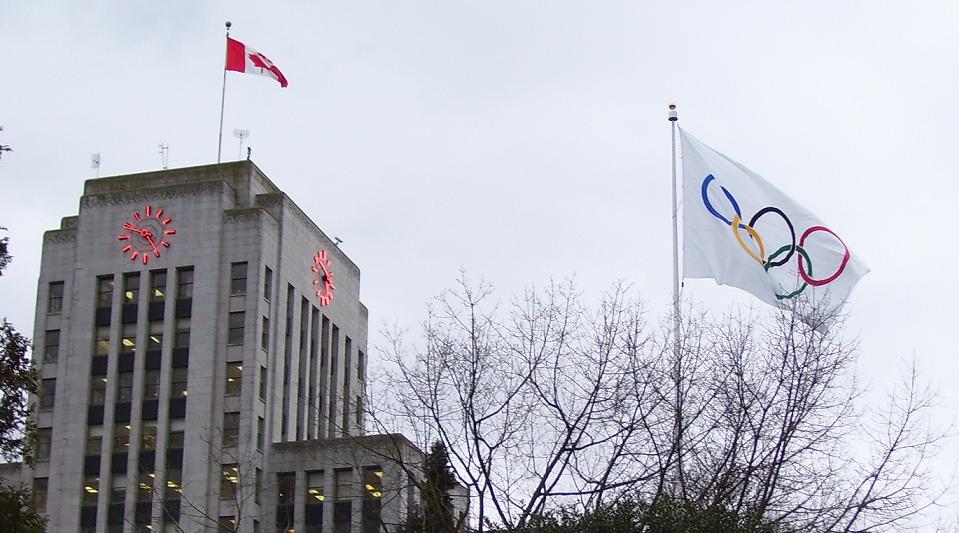
Олімпійський прапор піднятий біля мерії м. Ванкувера

Олімпійський комітет Канади (англ. The Canadian Olympic Association) обрав Ванкувер як місто кандидат від Канади. Іншими претендентами були Калгарі, що хотіло вдруге прийняти Олімпіаду, — і Квебек. Місто Квебек уже було претендентом від Канади на Олімпійські ігри 2002 року. Голосування відбулося 21 листопада 1998 року і Ванкувер-Вістлер отримали 26 голосів комітету, місто Квебек 25 і Калгарі 21. Другий раунд голосування відбувся між двома основними конкурентами 3 грудня 1998 року. Ванкувер виграв звання претендента від Канади 40 голосами проти 32 голосів за Квебек.
2 липня 2003 року у Празі Ванкувер виграв конкурсне голосування Міжнародного Олімпійського Комітету, результат якого виголосив голова МОК Жак Рогге. Головними претендентами крім Ванкувера були південнокорейський Пхьончхан і австрійський Зальцбург.

## Приготування

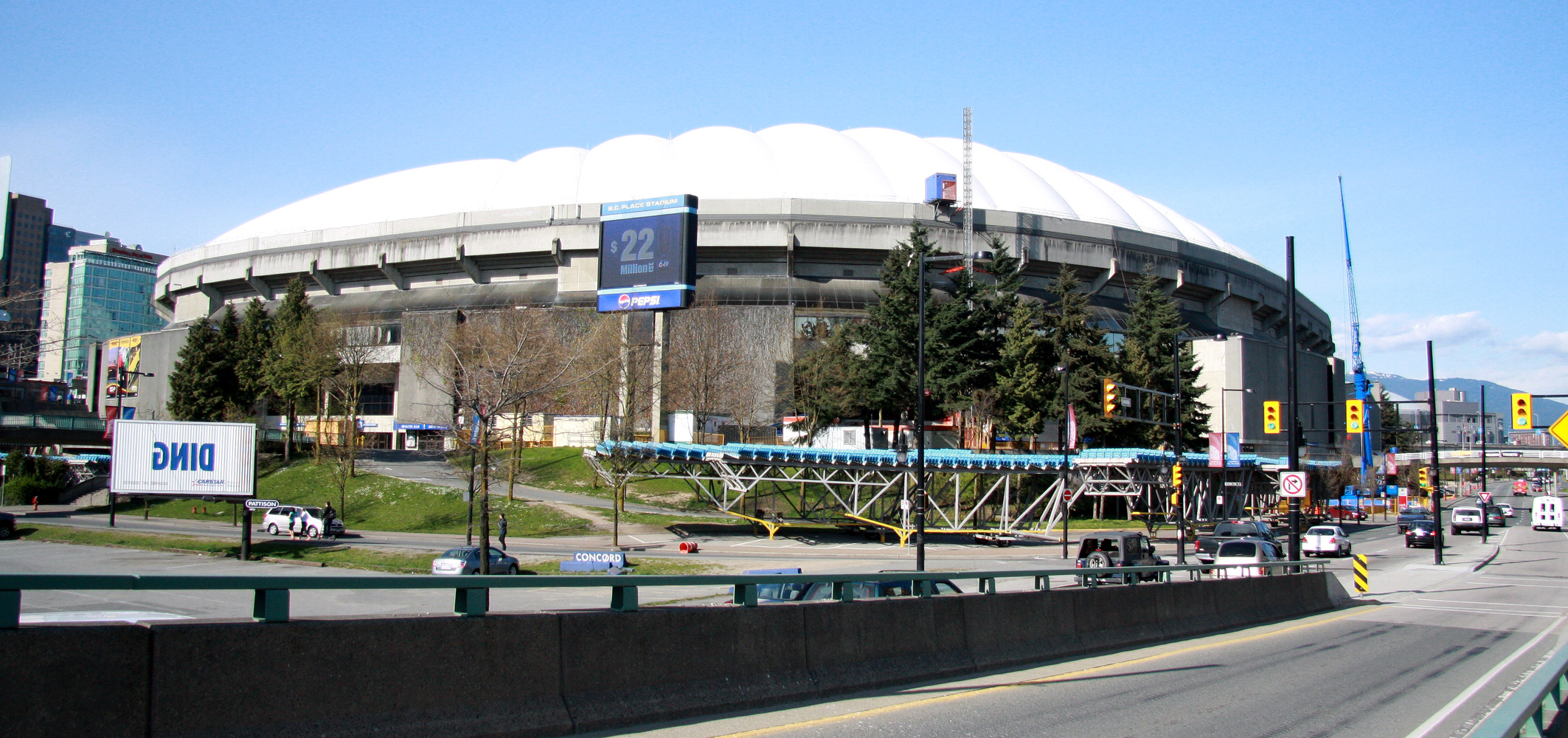
Canada Hockey Place — рідний стадіон хокейного клубу НХЛ Ванкувер Канакс

Організаційний комітет програми Заклик до волонтерів (англ. Call for Volunteers) розпочав свою роботу 12 лютого 2008 року. Було визначено, що для проведення Олімпійських і Паралімпійських ігор у Ванкувері й Вістлері необхідно 25 тис. волонтерів. Майже відразу через вебсторінку почали збір заявок, а активну фазу роботи з волонтерами розпочали у травні 2009 року.

## Майданчики
Олімпіада 2010 року стала першою олімпіадою, церемонія відкриття і закриття якої відбулася на критому майданчику. Сталося це у найбільшому у світі надувному стадіоні Плаза Британської Колумбії (англ. BC Place Stadium). Змагання відбувалися також на таких майданчиках:
| Майданчик                           | Розташування      | Вид                                          | Вміщує | Посил. |
| ----------------------------------- | ----------------- | -------------------------------------------- | ------ | ------ |
| Canada Hockey Place[n 1]            | Ванкувер          | Хокей з шайбою                               | 18 630 | [ 1 ]  |
| Cypress Mountain                    | Західний Ванкувер | фрістайл, сноубординг                        | 8 000  | [ 2 ]  |
| Richmond Olympic Oval               | Річмонд           | Ковзанярський спорт                          | 8 000  | [ 3 ]  |
| Pacific Coliseum                    | Ванкувер          | Фігурне катання, Шорт-трек                   | 14 239 | [ 4 ]  |
| UBC Winter Sports Centre            | Ванкувер          | Хокей з шайбою                               | 7 200  | [ 5 ]  |
| Vancouver Olympic/Paralympic Centre | Ванкувер          | Керлінґ                                      | 6 000  | [ 6 ]  |
| Whistler Creekside                  | Вістлер           | Гірськолижний спорт                          | 7 600  | [ 7 ]  |
| Whistler Olympic Park               | Вістлер           | Біатлон, Лижні перегони, Стрибки з трампліна | 6 000  | [ 8 ]  |
| Whistler Sliding Centre             | Вістлер           | Бобслей, Санний спорт, Скелетон              | 12 000 | [ 9 ]  |

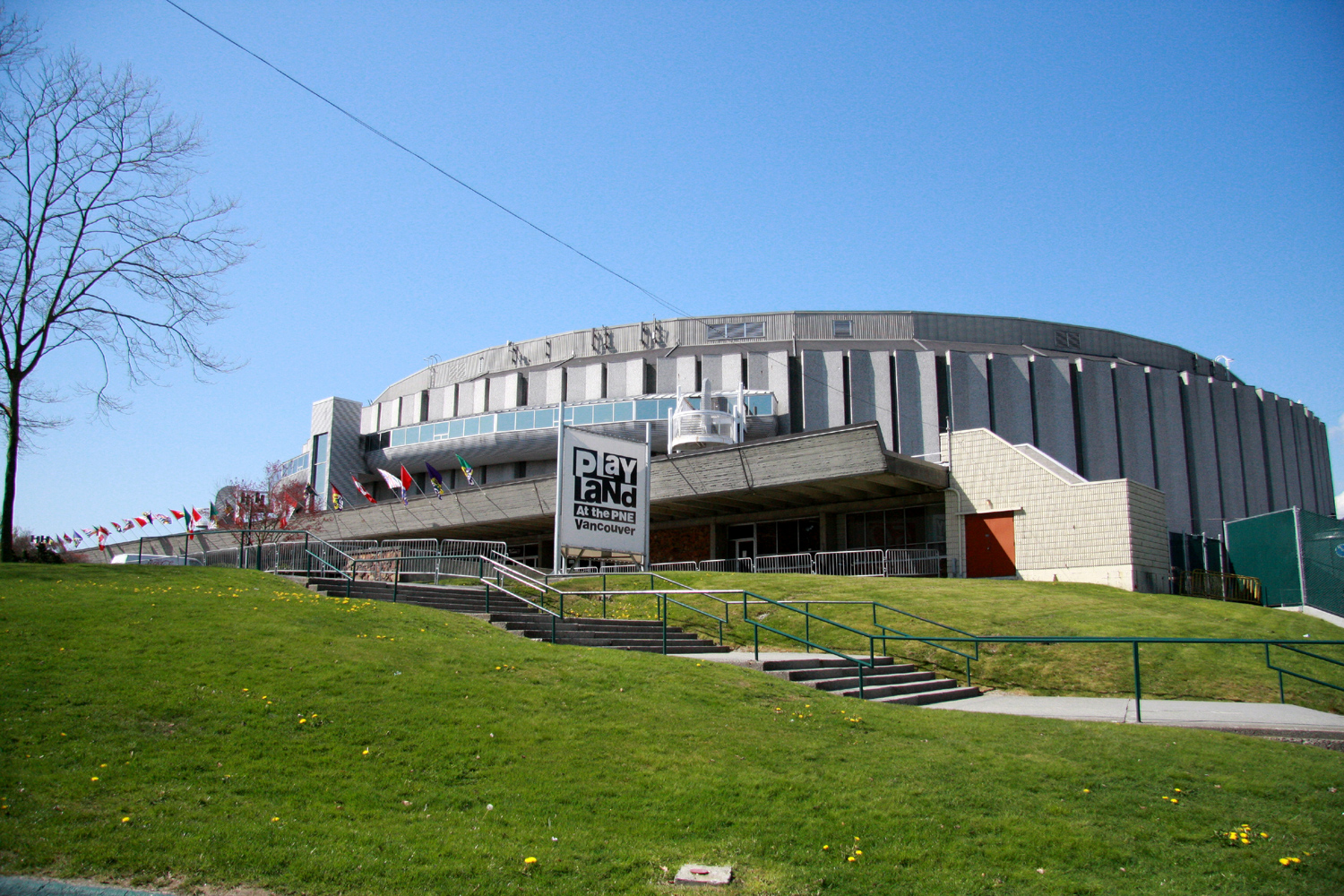
Льодовий стадіон Pacific Coliseum

Квитки на заходи Олімпіади 2010 можна купити починаючи з 3 жовтня 2008 року.
12 лютого 2009 року на спеціально встановленому в центрі міста електронному годиннику офіційно розпочався відлік одного року до Олімпіади. З короткою промовою виступив президент МОК Жак Рогге.

## Змагання
Проведення змагань з 15 зимових видів спорту було оголошено в рамках зимових Олімпійських ігор 2010 року. Вісім видів належать до льодових: бобслей, санний спорт, скелетон, хокей із шайбою, фігурне катання, ковзанярський спорт, шорт-трек і керлінг, а решту лижні змагання: гірськолижний спорт, сноубординг, фристайл, біатлон, лижні перегони, стрибки з трампліна та лижне двоборство.
| - Гірськолижний спорт - Біатлон - Бобслей - Лижні перегони | - Керлінг - Фігурне катання - Фрістайл - Хокей з шайбою | - Санний спорт - Лижне двоборство - Шорт-трек - Скелетон | - Стрибки з трампліна - Сноубординг - Ковзанярський спорт |

## Календар змагань
| ● | Церемонія відкриття |  | Попередні змагання | ● | Фінальні змагання |  | Генеральна репетиція | ● | Церемонія закриття |

| Лютий                                 | 12 П | 13 С | 14 Н | 15 П | 16 В | 17 С | 18 Ч | 19 П | 20 С | 21 Н | 22 П | 23 В | 24 С | 25 Ч | 26 П | 27 С | 28 Н | Комп. золотих медалей |
| ------------------------------------- | ---- | ---- | ---- | ---- | ---- | ---- | ---- | ---- | ---- | ---- | ---- | ---- | ---- | ---- | ---- | ---- | ---- | --------------------- |
| Гірськолижний спорт                   |      | ●    | ●    |      | ●    | ●    |      | ●    | ●    | ●    |      |      | ●    |      | ●    | ●    |      | 10                    |
| Біатлон                               |      | ●    | ●    |      | ●    |      | ●    |      |      | ●    |      | ●    |      |      | ●    |      |      | 10                    |
| Бобслей                               |      |      |      |      |      |      |      |      |      | ●    |      |      | ●    |      |      | ●    |      | 3                     |
| Лижні перегони                        |      |      |      | ●    |      | ●    |      | ●    | ●    |      | ●    |      | ●    | ●    |      | ●    | ●    | 12                    |
| Керлінг                               |      |      |      |      |      |      |      |      |      |      |      |      |      |      | ●    | ●    |      | 2                     |
| Фігурне катання                       |      |      |      | ●    |      |      | ●    |      |      |      | ●    |      |      | ●    |      |      |      | 4                     |
| Фрістайл                              |      | ●    | ●    |      |      |      |      |      |      | ●    |      | ●    | ●    | ●    |      |      |      | 6                     |
| Хокей з шайбою                        |      |      |      |      |      |      |      |      |      |      |      |      |      | ●    |      |      | ●    | 2                     |
| Санний спорт                          |      |      | ●    |      | ●    | ●    |      |      |      |      |      |      |      |      |      |      |      | 3                     |
| Лижне двоборство                      |      |      | ●    |      |      |      |      |      |      |      |      | ●    |      | ●    |      |      |      | 3                     |
| Шорт-трек                             |      | ●    |      |      |      | ●    |      |      | ●    |      |      |      | ●    |      | ●    |      |      | 8                     |
| Скелетон                              |      |      |      |      |      |      |      | ●    |      |      |      |      |      |      |      |      |      | 2                     |
| Стрибки з трампліна                   |      | ●    |      |      |      |      |      |      | ●    |      | ●    |      |      |      |      |      |      | 3                     |
| Сноубординг                           |      |      |      | ●    | ●    | ●    | ●    |      |      |      |      |      |      |      | ●    | ●    |      | 6                     |
| Ковзанярський спорт                   |      | ●    | ●    | ●    | ●    | ●    | ●    |      | ●    | ●    |      | ●    | ●    |      |      | ●    |      | 12                    |
| Загальна кількість комплектів нагород |      | 6    | 6    | 5    | 6    | 7    | 5    | 4    | 6    | 6    | 4    | 4    | 6    | 5    | 7    | 7    | 2    | 86                    |
| Церемонії                             | ●    |      |      |      |      |      |      |      |      |      |      |      |      |      |      |      | ●    |                       |
| Лютий                                 | 12 П | 13 С | 14 Н | 15 П | 16 В | 17 С | 18 Ч | 19 П | 20 С | 21 Н | 22 П | 23 В | 24 С | 25 Ч | 26 П | 27 С | 28 Н |                       |

## Учасники
- Албанія  (1)
- Алжир  (1)
- Андорра  (6)
- Аргентина  (7)
- Вірменія  (4)
- Австралія  (40)
- Австрія  (81)
- Азербайджан  (2)
- Білорусь  (51)
- Бельгія  (8)
- Бермуди  (1)
- Боснія і Герцеговина  (5)
- Бразилія  (5)
- Болгарія  (19)
- Канада  (206)
- Кайманові Острови  (1)
- Чилі  (3)
- Китай  (90)
- Колумбія  (1)
- Хорватія  (19)
- Кіпр  (2)
- Чехія  (92)
- Данія  (18)
- Естонія  (30)
- Ефіопія  (1)
- Фінляндія  (95)
- Франція  (108)
- Грузія  (8)
- Німеччина  (153)
- Гана  (1)
- Велика Британія  (52)
- Греція  (7)
- Гонконг  (1)
- Угорщина  (16)
- Ісландія  (4)
- Індія  (3)
- Іран  (4)
- Ірландія  (7)
- Ізраїль  (3)
- Італія  (109)
- Ямайка  (1)
- Японія  (94)
- Казахстан  (38)
- Північна Корея  (2)
- Південна Корея  (46)
- Киргизстан  (2)
- Латвія  (59)
- Ліван  (3)
- Ліхтенштейн  (7)
- Литва  (8)
- Північна Македонія  (3)
- Мексика  (1)
- Молдова  (7)
- Монако  (3)
- Монголія  (2)
- Чорногорія  (1)
- Марокко  (1)
- Непал  (1)
- Нідерланди  (34)
- Нова Зеландія  (16)
- Норвегія  (99)
- Пакистан  (1)
- Перу  (3)
- Польща  (50)
- Португалія  (1)
- Румунія  (29)
- Росія  (177)
- Сан-Марино  (1)
- Сенегал  (1)
- Сербія  (10)
- Словаччина  (73)
- Словенія  (50)
- ПАР  (2)
- Іспанія  (18)
- Швеція  (106)
- Швейцарія  (146)
- Китайський Тайбей  (1)
- Таджикистан  (1)
- Туреччина  (5)
- Україна  (47)
- США  (215)
- Узбекистан  (3)

## Медальний залік
Топ-10 неофіційного національного медального заліку:
| Місце | Країна         | Золото | Срібло | Бронза | Загалом |
| ----- | -------------- | ------ | ------ | ------ | ------- |
| 1     | Канада         | 14     | 7      | 5      | 26      |
| 2     | Німеччина      | 10     | 13     | 7      | 30      |
| 3     | США            | 9      | 15     | 13     | 37      |
| 4     | Норвегія       | 9      | 8      | 6      | 23      |
| 5     | Південна Корея | 6      | 6      | 2      | 14      |
| 6     | Швейцарія      | 6      | 0      | 3      | 9       |
| 7     | КНР            | 5      | 2      | 4      | 11      |
| 7     | Швеція         | 5      | 2      | 4      | 11      |
| 9     | Австрія        | 4      | 6      | 6      | 16      |
| 10    | Нідерланди     | 4      | 1      | 3      | 8       |

## Українська делегація
Загалом на XXI зимові Олімпійські ігри поїхали 47 спортсменів (+ 10 резервістів), 34 тренери (з них 3 резервістів), 9 лікарів (з них 1 резервіст). Також у складі офіційної делегації у Канаду вирушили міністр спорту Юрій Павленко, президент НОКу Сергій Бубка, шеф української місії Ніна Уманець.
Біатлон:
Чоловіки — Андрій Дериземля, Сергій Седнєв, Сергій Семенов, Олександр Біланенко та В'ячеслав Деркач: Жінки — Оксана Хвостенко, Лілія Вайгіна-Єфремова, Віта Семеренко, Валя Семеренко, Олена Підгрушна та Людмила Писаренко
Фігурне катання:
Спортивні пари: Тетяна Волосожар — Станіслав Морозов, Катерина Костенко — Роман Талан: Танцюристи: Анна Задорожнюк — Сергій Вербило: Одиночне катання: Антон Ковалевський
Лижні гонки
Жінки — Валентина Шевченко, Марина Анцибор, Віта Якимчук, Катерина Григоренко, Тетяна Завалій, Лада Нестеренко: Чоловіки — Роман Лейбюк, Олександр Пуцко
Стрибки з трампліну
Віталій Шумбарець, Володимир Бощук, Олександр Лазарович
Лижне двоборство
Володимир Трачук
Санний спорт
Одиночний: жінки — Наталія Якушенко, Лілія Лудан: Двійки: Андрій Кісь — Юрій Гайдук, Тарас Сеньків — Роман Захарків
Фрістайл
Жінки — Ольга Волкова, Надія Діденко, Ольга Полюк: Чоловіки — Олександр Абраменко, Енвер Аблаєв, Станіслав Кравчук
Гірськолижний спорт
Жінки: Богдана Мацьоцька, Анастасія Скрябіна: Чоловіки: Ростислав Фещук
Сноуборд
Аннамарі Чундак, Йосип Пеняк
Резерв:
Алла Бекназарова (фігурне катання), Марина Галайджян (санний спорт), Володимир Зуєв (фігурне катання), Сергій Ліфіренко (шорт-трек), Роман Прима (біатлон), Інна Супрун (біатлон)

## Витрати Канади на проведення Зимових Олімпійських ігор 2010
За даними ради міжнародних відносин США, офіційний бюджет Зимових Олімпійських ігор 2010 становить 8.97 мільярди доларів США.

## Трагічні випадки
Санно-бобслейна траса у Вістлері була зведена спеціально для цих Олімпійських ігор і є однією з найнебезпечніших у світі.
Ще до початку відкриття 12 лютого трагічно загинув 21-річний грузинський саночник Нодар Кумаріташвілі. Він вилетів із дистанції й врізався в стовп під час тренувальних заїздів. На парад олімпійських збірних делегація Грузії вийшла з траурними пов'язками і чорними шарфами, чорна стрічка була прив'язана до національного прапора країни, а на церемонії відкриття усі присутні вшанували пам'ять загиблого хвилиною мовчання.
За день до цієї події схожий випадок стався з румунською саночницею Віолеттою Страматурару, при цьому їй вдалося уникнути серйозних травм.

## Казуси
На церемонії запалювання Олімпійського вогню, який повинні були запалити Вейн Грецкі й ще четверо спортсменів, — серед яких був і параолімпієць, — не спрацювала автоматика, яка повинна була підняти з-під підлоги стадіону один з елементів чаші Вогню. Тому, власне, церемонія відкриття вийшла дещо затягнутою.

## Результати
- Призери Зимових Олімпійських ігор 2010
- Таблиця медалей Олімпійських ігор 2010